# David Gromer

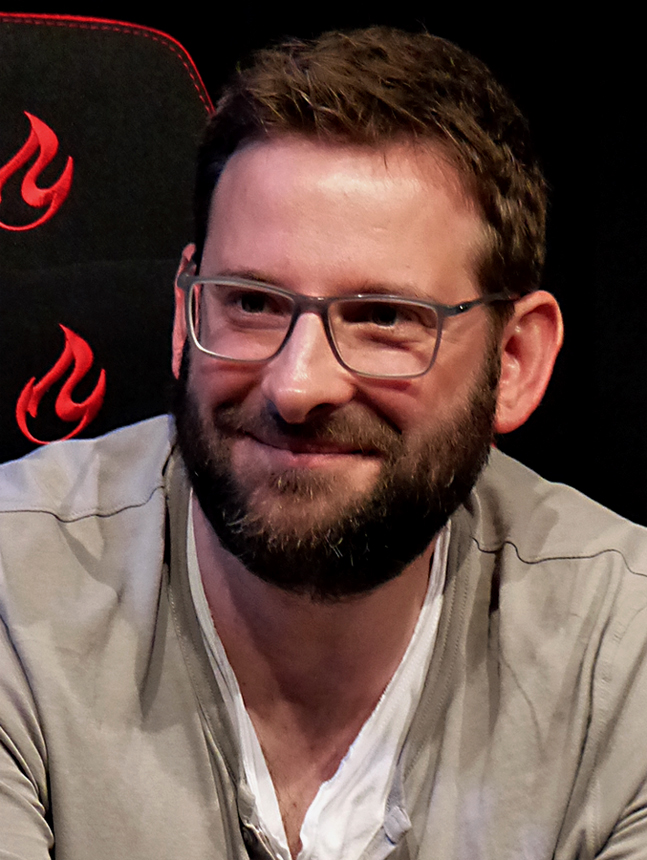
David Gromer, 2018

David Gromer-Piani (* 9. September 1973 in Oldenburg (Oldenburg)) ist ein deutscher Regisseur, Drehbuchautor, Schauspieler und Fernsehmoderator.

## Werdegang
Gromer war von 1994 bis 1996 Regieassistent am Kinder- und Jugendtheater Zwinger 3 in Heidelberg und von 1998 bis 1999 an der Kleinen Komödie am Max II. 1997 begann er beim Fernsehen als Redakteur und Moderator der Talksendung Wildfang auf RTL II. Danach moderierte er 1997/98 mit Nova Meierhenrich die Trickfilmshow Trick Sieben auf ProSieben. Seit 1998 arbeitet er als Drehbuchautor, Regisseur, Produktionsleiter und Schauspieler für die bumm film, die Produktionsfirma von Tommy Krappweis, wo er neben Krappweis und Norman Cöster zum kreativen Kern der Firma gehört.
Gromer war unter anderem als Regisseur und Autor an Join the Club beteiligt, einer Sketch-Comedy-Show für den Sender Suntv, die von 2000 bis 2001 produziert wurde. Er führte Regie bei der Serie Toms Test (ab 1999), dem ersten Bernd-das-Brot-Format Tolle Sachen (2000–2002), beide für den KiKA, bei der Kinder-Sketch-Show Disney Channels Comedy Crew (2006) und der Serie Life Bites (2007) für den Disney Channel, sowie bei der Doku-Serie Das Vorzelt zur Hölle (2011, Servus TV) und dem Gaming-Magazin GameCraft, das 2014/15 auf DMAX ausgestrahlt wurde. Er schreibt und inszeniert Bernhard Hoëckers Bühnenprogramme und ist ebenso Autor und Regisseur der 2015 für Boomerang produzierten Kinderserie Ich bin du und du schaust zu und der 2015 für den Grimmepreis nominierten Serien Cartoon Network Spurensuche – Schnitzeljagd war gestern und Habe die Ehre, einer Produktion der bumm film für das BR Fernsehen.
Bei der deutschsprachigen Ausstrahlung der japanischen Wettkampfshow Ninja Warrior auf RTL II kommentierte David Gromer als Sprecher gemeinsam mit Norman Cöster das Geschehen. Er hatte kleine Rollen in Fernsehserien, u. a. in einer Folge der Serie Hubert und Staller und dem TV Movie C.I.S. – Chaoten im Sondereinsatz und ist in einigen Folgen der diversen Bernd-das-Brot-Formate zu sehen.
Zusammen mit Erik Haffner schrieb er zwei Bücher, die beide im Ullstein Verlag erschienen sind.
- Ääh ist keine Antwort (2015)
- PS.: Der Blitz soll Sie beim Scheißen treffen! (2017)